# Speichersdorf
Speichersdorf ist eine Gemeinde im Landkreis Bayreuth (Regierungsbezirk Oberfranken).

## Geografie

### Geografische Lage
Speichersdorf liegt am Fuße des Fichtelgebirges an der Bundesstraße 22 zwischen den Städten Bayreuth (18 km) und Weiden in der Oberpfalz (40 km). Es ist umgeben vom Steinwald im Osten sowie vom Rauhen Kulm im Südosten.

### Gemeindegliederung
Es gibt 31 Gemeindeteile (in Klammern ist der Siedlungstyp angegeben):

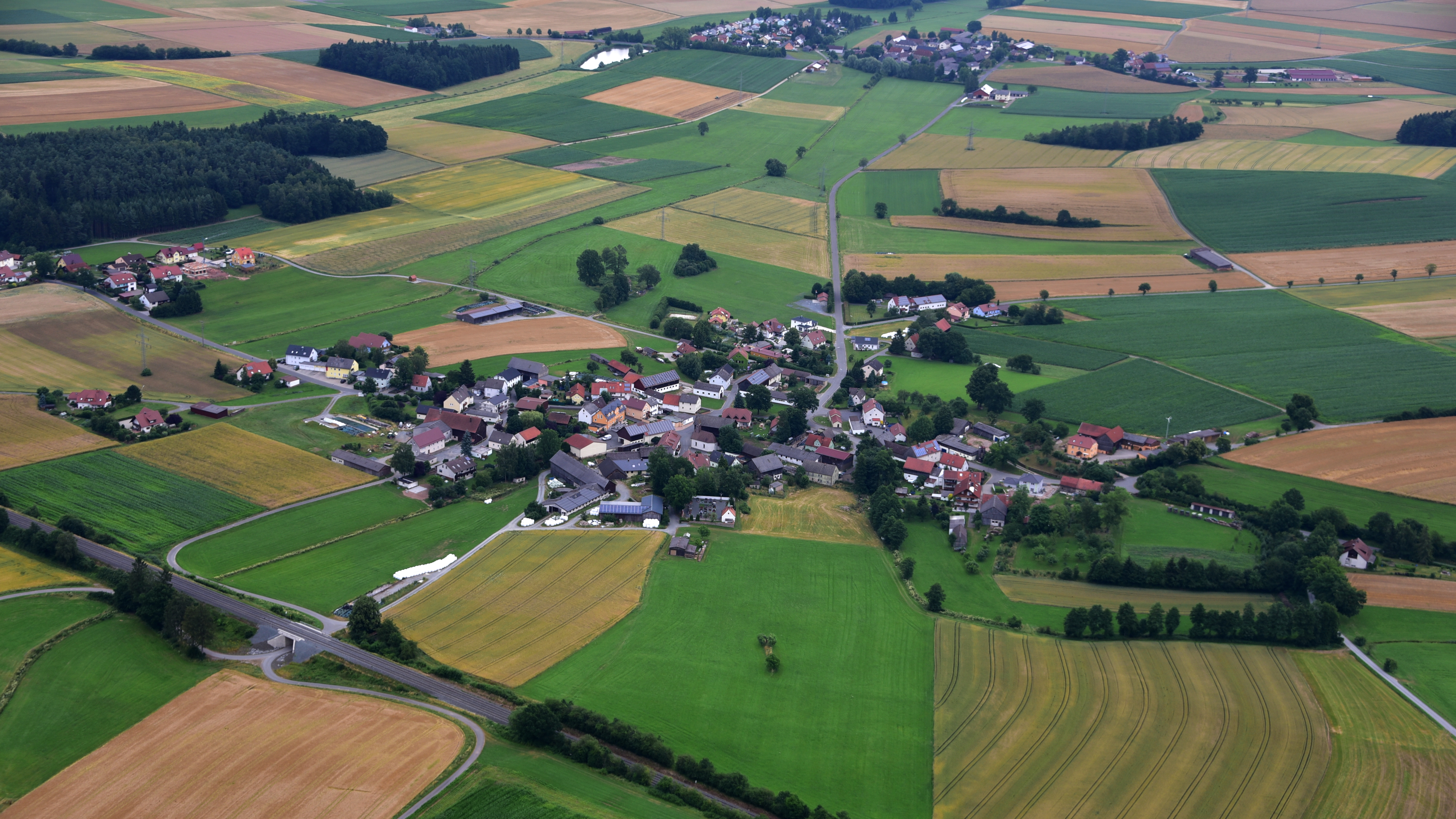
Ramlesreuth, Luftaufnahme (2016)

- Aumühle (Einöde)
- Beerhof (Weiler)
- Brüderes (Dorf)
- Buschmühle (Einöde)
- Forsthaus (Einöde)
- Frankenberg (Kirchdorf)
- Göppmannsbühl a.Bach (Dorf)
- Göppmannsbühl a.Berg (Dorf)
- Guttenthau (Dorf)
- Haidenaab (Kirchdorf)
- Holzmühle (Einöde)
- Hundsmühle (Einöde)
- Kellerhut (Einöde)
- Kirchenlaibach (Pfarrdorf)
- Kodlitz (Dorf)
- Lettenhof (Weiler)
- Nairitz (Dorf)
- Plössen (Dorf)
- Ramlesreuth (Kirchdorf)
- Rosenhof (Weiler)
- Roslas (Weiler)
- Selbitz (Dorf)
- Sorg (Einöde)
- Speichersdorf (Pfarrdorf)
- Tauritzmühle (Unterkunftshaus)
- Teufelhammer (Einöde)
- Weiherhut (Weiler)
- Weißenreuth (Einöde)
- Windischenlaibach (Dorf)
- Wirbenz (Pfarrdorf)
- Zeulenreuth (Dorf)

Es gibt auf dem Gemeindegebiet die Gemarkungen Guttenthau, Haidenaab, Kirchenlaibach, Kodlitz, Nairitz, Plössen, Prebitz (nur Gemarkungsteil 1), Ramlesreuth, Roslas, Seybothenreuth (Gemarkungsteil 1), Seybothenreuther Forst (Gemarkungsteil 1), Speichersdorf, Windischenlaibach, Wirbenz und Zeulenreuth. Die Gemarkung Speichersdorf hat eine Fläche von 5,722 km². Sie ist in 1517 Flurstücke aufgeteilt, die eine durchschnittliche Fläche von 3772,10 m² haben.

### Nachbargemeinden
- Im Norden: Gemeinde Kirchenpingarten, Landkreis Bayreuth
- Im Osten: Gemeinde Immenreuth, Stadt Kemnath, beide Landkreis Tirschenreuth
- Im Süden: Stadt Neustadt am Kulm, Landkreis Neustadt an der Waldnaab; Gemeinde Prebitz, Landkreis Bayreuth
- Im Westen: Stadt Creußen, Gemeinde Seybothenreuth und Gemeinde Emtmannsberg, alle Landkreis Bayreuth

## Geschichte

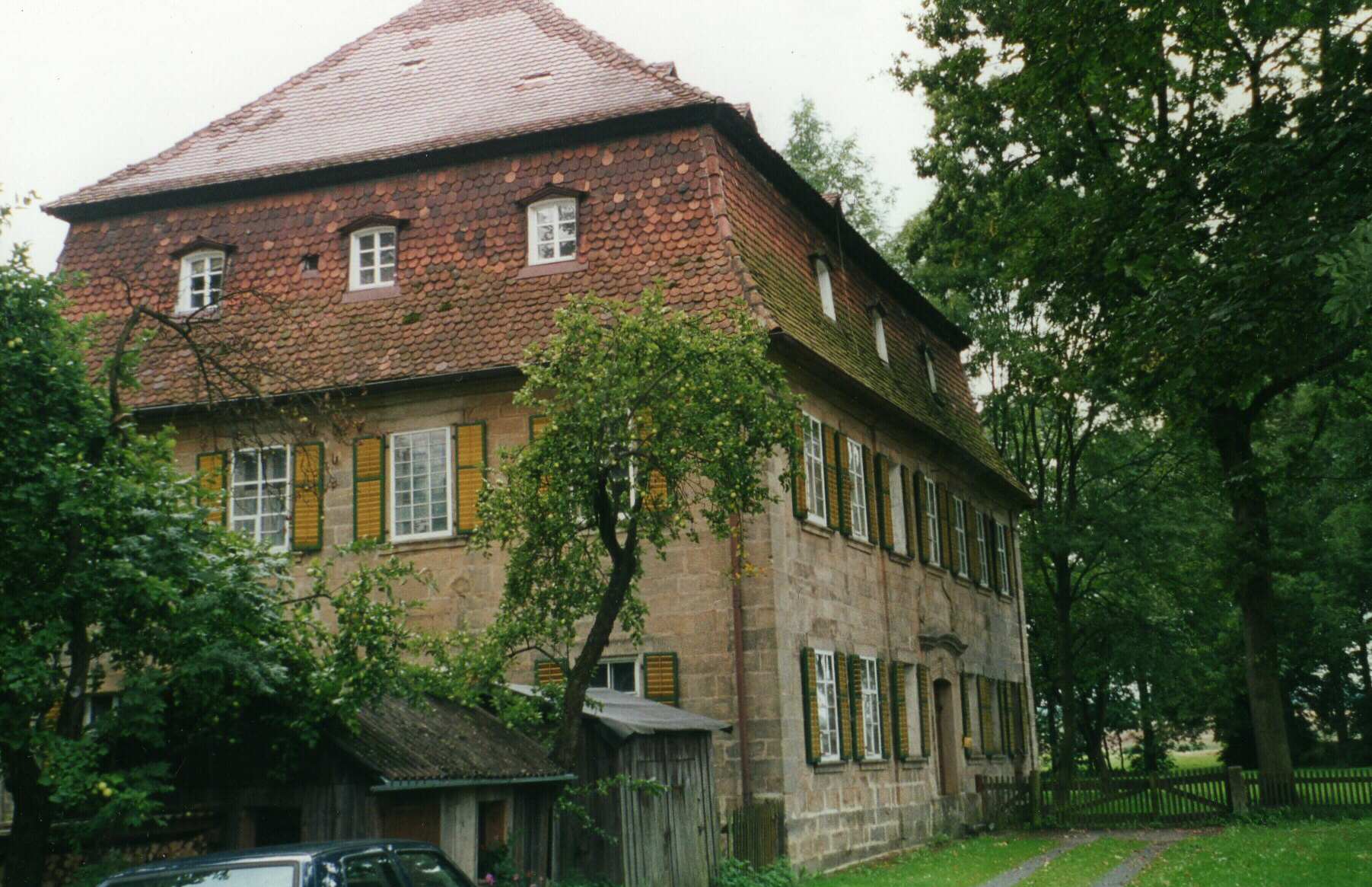
Schloss Guttenthau

### Mittelalter und Frühe Neuzeit
Speichersdorf wurde erstmals am 15. Mai 1195 urkundlich in einem Schutzbrief des Papstes Coelestin III. für das Kloster Weißenohe genannt.
Die Geschichte des Ortes war zunächst mit dem Hochstift Bamberg und später mit dem Grafengeschlecht von Leuchtenberg verbunden. Am 10. April 1281 verpfändete Landgraf Friedrich II. von Leuchtenberg die Burg Kulm an den Burggrafen Friedrich III. von Nürnberg aus dem Haus Hohenzollern. Das Gemeindegebiet gehörte fast vollständig zum Amt Neustadt am Kulm des hohenzollerischen Markgraftums Brandenburg-Bayreuth, das 1792 von Preußen erworben wurde. Die Herren von Lindenfels waren als Hofmarksherren Inhaber der Niedergerichtsbarkeit. Im Rahmen des preußisch-bayerischen Hauptlandesvergleichs in den Jahren 1802/03 fiel Speichersdorf an Bayern.

### 19. bis 21. Jahrhundert
Danach gehörte der östliche Teil der heutigen Gemeinde Speichersdorf, bestehend aus den damaligen Gemeinden Speichersdorf, Plössen, Haidenaab, Guttenthau, Göppmannsbühl, Ramlesreuth und Wirbenz, zur Oberpfalz, während der westliche Teil, bestehend aus den damaligen Gemeinden Kirchenlaibach, Windischenlaibach und Nairitz, zu Oberfranken gehörte. Im Zuge der Gemeindegebietsreform wurde der Landkreis Kemnath am 1. Juli 1972 aufgelöst; in den Jahren 1972 bis 1978 schlossen sich diese ehemals selbstständigen Gemeinden zur heutigen Großgemeinde Speichersdorf zusammen und wechselten dabei zum Teil den Landkreis (von Kemnath nach Bayreuth) und den Regierungsbezirk (von der Oberpfalz nach Oberfranken).
Seitdem, jedoch insbesondere seit Beginn des Baubooms in den 1990er Jahren, wuchs die Einwohnerzahl der Gemeinde Speichersdorf stetig an und sie ist mittlerweile die drittgrößte Kommune im Landkreis Bayreuth.
Der Aufschwung des Eisenbahnerdorfs Speichersdorf begann 1862 mit dem Bau des Bahnhofs Kirchenlaibach an der Bahnstrecke Weiden–Bayreuth der Bayerischen Ostbahn. Durch den Bau der Fichtelgebirgsbahn von Schnabelwaid nach Oberkotzau entstand 1878 ein Kreuzungsbahnhof zweier Hauptstrecken. Ein Jahrhundert lang war die Eisenbahn ein entscheidender Faktor im Leben der Gemeinde Speichersdorf. Durch die einschneidenden Rationalisierungsmaßnahmen der Deutschen Bahn hat der Bahnhof viel von seiner ehemaligen Bedeutung verloren.
1935–1937 wurde im Südosten ein Militärflugplatz erbaut, der bis zum Ende des Zweiten Weltkrieges Ausbildungsflughafen war.
1949 errichtete die aus Eger stammende Firma Richter Messwerkzeuge ihren Firmensitz in Speichersdorf, 1960 nahm ein Zweigwerk der Rosenthal GmbH (Porzellanhersteller) den Betrieb auf. Da der Inhaber Philip Rosenthal auch eine Flugverbindung wollte, wurde das Werk auf dem Gelände des alten Militärflughafens errichtet und dieser wieder zum Leben erweckt. 1990 wurde im alten Flugzeughangar das Zentrallager des Unternehmens eröffnet. Heute befindet sich dort unter anderem eine Flugschule.
1954 begann der Bau der Volksschule, die ab 1956 als Gemeinschaftsschule geführt wurde. Nach mehreren Erweiterungen ist sie heute eine Grund- und Hauptschule.
Trotz der Industrialisierung ist die Gemeinde heute vorwiegend Wohngemeinde, gearbeitet wird vorwiegend auswärts.

### Eingemeindungen
Im Jahr 1946 wurde die Gemeinde Zeulenreuth eingegliedert. Im Zuge der Gebietsreform in Bayern kamen am 1. Januar 1972 Guttenthau, Haidenaab (mit der 1946 eingegliederten Gemeinde Göppmannsbühl am Berg), Plössen, Ramlesreuth und Wirbenz hinzu. Am 1. Juli 1972 folgten Kirchenlaibach und Windischenlaibach (mit der am 1. April 1971 eingegliederten Gemeinde Nairitz) und Roslas von der aufgelösten Gemeinde Mockersdorf. Am 1. Mai 1978 kamen Brüderes, Buschmühle und Weißenreuth von der Nachbargemeinde Seybothenreuth und Frankenberg aus der Gemeinde Prebitz hinzu.

## Politik

### Bürgermeister
- 1969–1978 Werner Porsch (FDP, † 2004)
- 1978–1995 Franz Scherm (CSU, † 1995)
- 1996–2020 Manfred Porsch (UBV)
- seit 2020: Christian Porsch (UBV)

### Gemeinderat
Die Kommunalwahlen führten zu den folgenden Sitzverteilungen im Gemeinderat:
|                              | 2002 | 2008 | 2014 | 2020 |
| ---------------------------- | ---- | ---- | ---- | ---- |
| CSU                          | 07   | 07   | 07   | 06   |
| SPD                          | 04   | 03   | 04   | 04   |
| Unabhängige Bürgervertretung | 06   | 07   | 05   | 06   |
| Freie Wählergemeinschaft     | 03   | 03   | 04   | 04   |
| Gesamt                       | 20   | 20   | 20   | 20   |

### Wappen
| | Blasonierung: „In Silber mit von Rot und Silber gestücktem Bord ein mit drei sechsstrahligen goldenen Sternen belegter schwarzer Schrägbalken.“ |
| Wappenbegründung: Die der Ortsgeschichte entstammenden Wappensymbole verkörpern einerseits durch den rot-silbernen Bord die frühere Zugehörigkeit zum Markgraftum Brandenburg-Bayreuth, zum anderen durch den Schrägbalken eines der örtlichen Adelsgeschlechter, die als Inhaber von Hofmarken und Rittergütern geschichtliche Bedeutung hatten. Es handelt sich um den heraldischen Hinweis auf die Herren von Lindenfels auf Schloss Guttenthau, das im heutigen Gemeindegebiet liegt. Das Wappen wurde am 2. Juni 1972 durch die Regierung von Oberfranken genehmigt. | |

Die Flagge ist schwarz-weiß gestreift mit aufgelegtem Wappen.

### Partnergemeinden
Seit dem 1. August 1997 besteht eine Partnerschaft mit der Gemeinde Kreuttal in Niederösterreich. Ihr war eine langjährige Freundschaft zwischen den Reservistenkameradschaften aus Unterolberndorf, Gemeinde Kreuttal, und Speichersdorf vorausgegangen.

## Öffentliche Sicherheit

### Feuerwehren
In der Gemeinde bestehen elf Freiwillige Feuerwehren (FF), und zwar in Speichersdorf (Stützpunktfeuerwehr), Kirchenlaibach, Wirbenz, Frankenberg, Guttenthau/Roslas, Haidenaab/Göppmannsbühl, Nairitz/Kodlitz, Plössen, Ramlesreuth, Windischenlaibach und Zeulenreuth. Sie sorgen für den Brandschutz und die allgemeine Hilfe.
Die FF Speichersdorf verfügt als Stützpunktfeuerwehr über Ausrüstungen für Technische Hilfeleistung, Atemschutz, Chemikalien- und Strahlenschutz sowie über mehrere wasserführende Löschfahrzeuge.
Die FF Kirchenlaibach unterstützt mit ihrer Ausrüstung in Technischer Hilfeleistung und Atemschutz die FF Speichersdorf bei größeren Einsätzen. Die restlichen Feuerwehren der Gemeinde verfügen über jeweils einen Tragkraftspritzenanhänger (Ausnahme FF Wirbenz und FF Windischenlaibach: je ein Tragkraftspritzenfahrzeug) und sind nicht in der Lage, Einsätze selbstständig durchzuführen. Daher wird bei jedem Einsatz in der Gemeinde in der Regel die FF Speichersdorf oder die FF Kirchenlaibach durch die Integrierte Leitstelle Bayreuth über Digitalfunk mitalarmiert.

### Polizei
Die Gemeinde gehört zum Einsatzbereich der Polizeiinspektion (PI) Bayreuth-Land. Aufgrund der relativ großen Entfernung von dieser Dienststelle (etwa 20 km) kommt im Bereich der polizeilichen Gefahrenabwehr, insbesondere bei zeitkritischen Einsätzen, der PI Kemnath, Kreis Tirschenreuth, ebenfalls Bedeutung zu.

### Rettungsdienst
Das Gebiet der Gemeinde gehört zum Leitstellenbereich der Integrierten Leitstelle Bayreuth, die für die Entgegennahme von Notrufen und die Alarmierung der Rettungsmittel zuständig ist. Aufgrund der größeren Entfernung nach Bayreuth kommen im Regelfall der Notarzt und der Rettungswagen aus dem etwa acht Kilometer entfernten Kemnath in Speichersdorf zum Einsatz. Bei Nichtverfügbarkeit des Kemnather Notarztes werden häufig die Rettungshubschrauber Christoph 20 aus Bayreuth oder Christoph 80 aus Weiden i.d.OPf. nach Speichersdorf beordert.

## Kultur und Sehenswürdigkeiten
- Schloss Göppmannsbühl
- Tauritzmühle (um 1900 erbaute Mühle, 1970 fast vollständig abgebrannt; sie wurde 1982–1984 als Wanderschutzhütte des Fichtelgebirgsvereins Ortsgruppe Speichersdorf wieder aufgebaut und ist seit 2004 verpachtet)
- Eisenbahnmuseum La Statione
- Steinkreuz in der Plössener Heide nördlich von Kirchenlaibach und Zeulenreuth, am höchsten Punkt der Plössener Heide (Blöße Heide), an der ehemaligen Pfälzer Handelsstraße. Die Abbildung des Schwertes mit dem Griff nach unten zeigt die Hochgerichtsbarkeit an; dort stießen die alten Grenzen des bayerischen Nordgaus und des fränkischen Radenzgaues zusammen. Wegen der Grenzstreitigkeiten im Mittelalter wurden die Grenzen durch derartige Steinkreuze kenntlich gemacht.

### Konfessionen
2014 lebten 2634 Protestanten und 2512 Katholiken. Durch die Umkehr des Verhältnisses der Konfessionen seit der vorherigen Volkszählung entfällt in der Gemeinde seit diesem Jahr der katholische Feiertag Mariä Himmelfahrt.

### Regelmäßige Veranstaltungen
- Speichersdorfer Kirwa der Kirwaburschen und Madla Speichersdorf e. V. jeweils am zweiten Wochenende im Oktober
- Maibaumaufstellen und Maifest der Kirwaburschen und Madla Speichersdorf e. V. und der Feuerwehr Speichersdorf, jeweils am 30. April und 1. Mai
- Jährlich im Sommer findet in Speichersdorf das Kindheitstraum-Festival statt; im Juni 2022 kamen 4500 überwiegend junge Besucher zu der zweitägigen Veranstaltung auf dem Gelände des Flugplatzes[18]

## Freizeit
- Elf Bolzplätze (drei in Speichersdorf, acht weitere in den Ortsteilen)
- 16 Kinderspielplätze (fünf in Speichersdorf, elf weitere in den Ortsteilen)
- Naturlehrpfad (etwa einen Kilometer nördlich von Speichersdorf, Ausgangspunkt ist der Parkplatz an der Tressauer Straße)
- Im Winter: gespurte Langlauf-Loipen mit dem Ausgangspunkt Parkplatz an der Tressauer Straße

## Wirtschaft und Infrastruktur
In Speichersdorf befindet sich der Sitz der Raiffeisenbank am Kulm.

### Verkehr

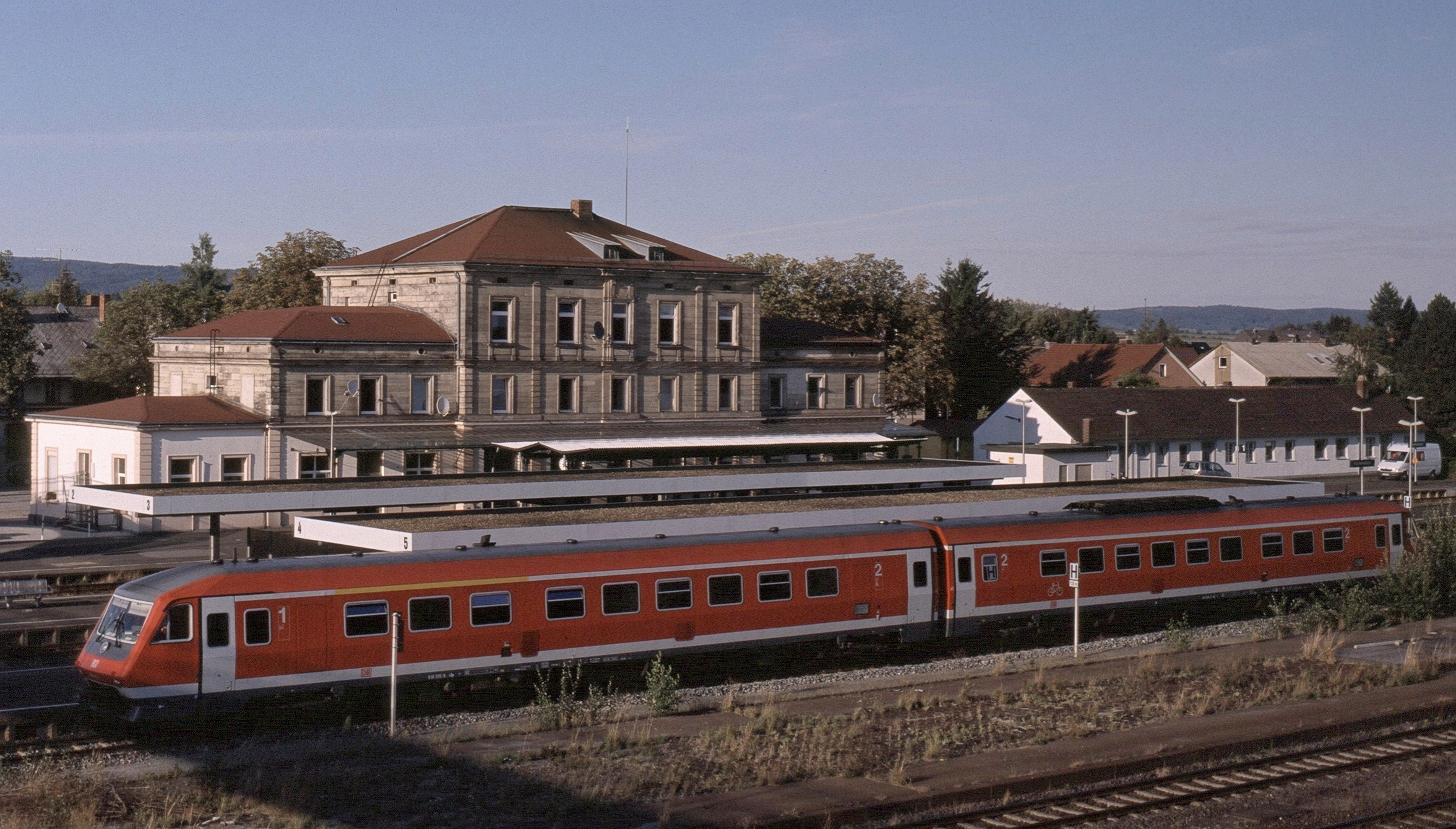
Bahnhof Kirchenlaibach mit VT 610, 2003

Speichersdorf liegt an der B 22, die in diesem Abschnitt die Porzellanstraße darstellt, und ist damit an die Bundesautobahnen 9 (18 km) und 93 (38 km) angebunden. In Speichersdorf befinden sich der Bahnknotenpunkt Kirchenlaibach der Bahnlinien Nürnberg–Cheb und Bayreuth–Weiden und der Flugplatz Rosenthal-Field Plössen. An der Bahnlinie Nürnberg–Cheb liegt der Haltepunkt Haidenaab-Göppmannsbühl auf dem Gemeindegebiet, der zugleich Grenzpunkt des Verkehrsverbunds Großraum Nürnberg (VGN) auf der Linie RB24 (Coburg – Bad Steben) ist.

### Öffentliche Einrichtungen
- Offener Jugendtreff
- Haus der Vereine (im Alten Rathaus)
- Seniorenwohn- und Pflegeheim Luise-Elsäßer-Haus der Diakonie Weiden/Opf.
- Gemeindebücherei im Neuen Rathaus

### Bildung
- Werner-Porsch-Volks- und Mittelschule (Grund- und Mittelschule)
- SVE Speichersdorf
- Volkshochschule Speichersdorf
- Katholischer Kindergarten Santa Maria
- Katholischer Kindergarten St. Franziskus
- Evangelischer Kindergarten Krabbelkiste
- Evangelischer Kindergarten am Birkenweg
- Staatlich anerkannte Musikschule des Fichtelgebirgsvereins

## Persönlichkeiten

### Söhne und Töchter der Gemeinde
- Kaspar von Ruppert (1827–1895), Reichstags- und Landtagsabgeordneter (Zentrum) aus Kirchenlaibach
- Werner Porsch (1915–2004), FDP-Bundestagsabgeordneter (1967–1969), Altbürgermeister, seit 1980 Ehrenbürger der Gemeinde Speichersdorf

### Weitere Persönlichkeiten, die mit der Gemeinde in Verbindung stehen
- Christof Nickl (1886–1967), Politiker der CSU, geboren in Roslas, Mitglied des Deutschen Bundestags (1949–1953)
- Manfred Strößenreuther (1948–1986, tödlich verunglückt bei einem Flugzeugabsturz in Speichersdorf), Kunstflugweltmeister
- Adolf von Zerzog (1799–1880), Nairitzer Schlossbesitzer und Abgeordneter für Regensburg in der Frankfurter Nationalversammlung
- Franc Dierl (* 1970), Politiker der CSU, wohnhaft in der Gemeinde Speichersdorf
- Adam Jaskolka (* 1979), Schauspieler, Sänger und Regisseur, lebte von 1989 bis 2002 in Speichersdorf
- Hämatom (Gründung 2004), Metalband